# Saison AFL 1966
La saison AFL 1966 est la 7e saison de l'American Football League (football américain). Elle voit le sacre des Kansas City Chiefs.

## Classement général
| Conférence Est  |      |      |      |        |          |            |
| Franchise       | Vic. | Déf. | Nuls | % vic. | Pts pour | Pts contre |
| Buffalo Bills   | 9    | 4    | 1    | .692   | 358      | 255        |
| Boston Patriots | 8    | 4    | 2    | .677   | 315      | 283        |
| New York Jets   | 6    | 6    | 2    | .500   | 322      | 312        |
| Houston Oilers  | 3    | 11   | 0    | .214   | 335      | 396        |
| Miami Dolphins  | 3    | 11   | 0    | .214   | 213      | 362        |

| Conférence Ouest   |      |      |      |        |          |            |
| Franchise          | Vic. | Déf. | Nuls | % vic. | Pts pour | Pts contre |
| Kansas City Chiefs | 11   | 2    | 1    | .846   | 448      | 276        |
| Oakland Raiders    | 8    | 5    | 1    | .615   | 315      | 288        |
| San Diego Chargers | 7    | 6    | 1    | .538   | 335      | 284        |
| Denver Broncos     | 4    | 10   | 0    | .286   | 196      | 381        |

## Finale AFL
- 1er janvier 1967, à Buffalo devant 42 080 spectateurs, Kansas City Chiefs 31 - Buffalo Bills 7